# Альза
Альза — село в составе городского поселения Чамзинка Чамзинского района Республики Мордовия.

## География
Находится на расстоянии примерно 3 километра по прямой на северо-запад от районного центра поселка Чамзинка.

## История
Упоминается с 1640 как деревня с населением мордвы-эрзя. В 1863 году было учтено как удельное село Ардатовского уезда из 57 дворов. Николаевская деревянная церковь построена была в 1870 году.

## Население
Постоянное население составляло 129 человека (русские 82 %) в 2002 году, 143 человек в 2010 году.